# Alcobendas (Gerichtsbezirk)
Der Gerichtsbezirk Alcobendas ist einer der 21 Gerichtsbezirke in der autonomen Gemeinschaft Madrid.
Der Bezirk umfasst 7 Gemeinden auf einer Fläche von 277,51 km² mit dem Hauptquartier in Alcobendas.

## Gemeinden
| Gemeinde                   | Einwohner (2024) | Fläche km² | Dichte Einw./km² | Cod INE | Postleitzahl             |
| -------------------------- | ---------------- | ---------- | ---------------- | ------- | ------------------------ |
| Alcobendas                 | 121.373          | 44,98      | 2.698            | 28006   | 28100, 28108, 28109      |
| El Molar                   | 10.052           | 50,29      | 200              | 28086   | 28710                    |
| Pedrezuela                 | 6.467            | 28,35      | 228              | 28108   | 28723                    |
| San Agustín del Guadalix   | 13.762           | 38,28      | 360              | 28129   | 28750                    |
| San Sebastián de los Reyes | 94.969           | 58,66      | 1.619            | 28134   | 28701–28703, 28706–28709 |
| Talamanca de Jarama        | 4.533            | 39,36      | 115              | 28145   | 28160                    |
| Valdepiélagos              | 619              | 17,59      | 35               | 28163   | 28170                    |
| Gerichtsbezirk Alcobendas  | 251.775          | 277,51     | 907              | –       | –                        |